# Mitación de San Juan
La mitación de San Juan era una circunscripción histórica de la provincia de Sevilla, durante el Antiguo Régimen.
Las mitaciones eran unidades jurisdiccionales, que se caracterizaban por mantener en su territorio más de un núcleo de población.
La de San Juan, incluía los núcleos poblacionales de Tomares, Camas, Duchuelas, Zaudín y los vecinos residentes en la calle Real de Castilleja de la Cuesta y en el Valle de San Juan de Aznalfarache.
Según el censo de población de las provincias y partidos de la Corona de Castilla en el siglo XVI, elaborado en el año 1594, la provincia de Sevilla, que comprendía las actuales provincias de Huelva, Sevilla, Cádiz, y la comarca de Antequera (Málaga), se componía de siete circunscripciones:
Sevilla y sus tierras, Sierra de Constantina, Sierra de Arroche, Axarafe, Mitación de San Juan, Mitación de Santo Domingo, y la provincia de Sevilla propiamente dicha., figurando Tomares como cabeza de la referida mitación y sumando una población total de 252 vecinos pecheros
La denominación de San Juan, se debe a que originalmente, en el repartimiento realizado por Alfonso X en 1253, el castillo de Aznalfarache, que dominaba toda la mitación, le fue otorgado a la Soberana Orden Militar y Hospitalaria de San Juan de Jerusalén, de Rodas y de Malta, más conocida como la Orden de Malta